# Huis Nassau-Ottweiler (1659-1728)
Het Huis Nassau-Ottweiler was een zijtak van de Walramse Linie van het Huis Nassau, een Duitse adellijke familie. Het Huis Nassau-Ottweiler ontstond in 1659 door een deling in de Walramse Linie en heerste over Ottweiler met Jugenheim en Wöllstein. Het huis stierf uit in 1728.

## Ontstaan van het huis
Het Huis Nassau-Ottweiler ontstond in 1659 door de deling in de Walramse Linie tussen de drie overlevende zoons van graaf Willem Lodewijk van Nassau-Saarbrücken: Johan Lodewijk, Gustaaf Adolf en Walraad. Deze hadden hun vader in 1640 opgevolgd en tot dan toe gezamenlijk geregeerd. Sinds de herverdeling in 1651 met hun ooms Johan van Nassau-Idstein en Ernst Casimir van Nassau-Weilburg voerden de drie broers het bestuur over het graafschap Saarbrücken met Jugenheim en Wöllstein, de helft van het ambt Stockheim, Usingen, Grävenwiesbach, Alt- en Neuweilnau, een deel van Kirberg, een deel van Mensfelden en een deel van Kettenbach met Rückershausen. De drie broers en hun beide ooms bleven gezamenlijk bezitten Kasteel Nassau, Bad Ems, het graafschap Saarwerden met Herbitzheim en Wadgassen, Homburg, Klooster Rosenthal, Ober- en Nieder-Rosbach.
In 1659 gingen de drie broers over tot een verdeling van hun bezittingen, Johan Lodewijk kreeg Ottweiler met Jugenheim en Wöllstein, en werd de stamvader van het Huis Nassau-Ottweiler. Gustaaf Adolf kreeg het graafschap Saarbrücken met onderhorigheden, en zette het Huis Nassau-Saarbrücken voort. Walraad ten slotte, kreeg de landen van Usingen en stichtte het Huis Nassau-Usingen.
Ottweiler was als onderdeel van het graafschap Saarbrücken in 1381 door graaf Filips I van Nassau-Weilburg geërfd van zijn grootvader van moederszijde, Johan II van Saarbrücken. Jugenheim en Wöllstein werden in 1393 door graaf Filips I van Nassau-Weilburg geërfd van Hendrik II van Sponheim-Bolanden, de grootvader van zijn eerste echtgenote.

## Regerende graven

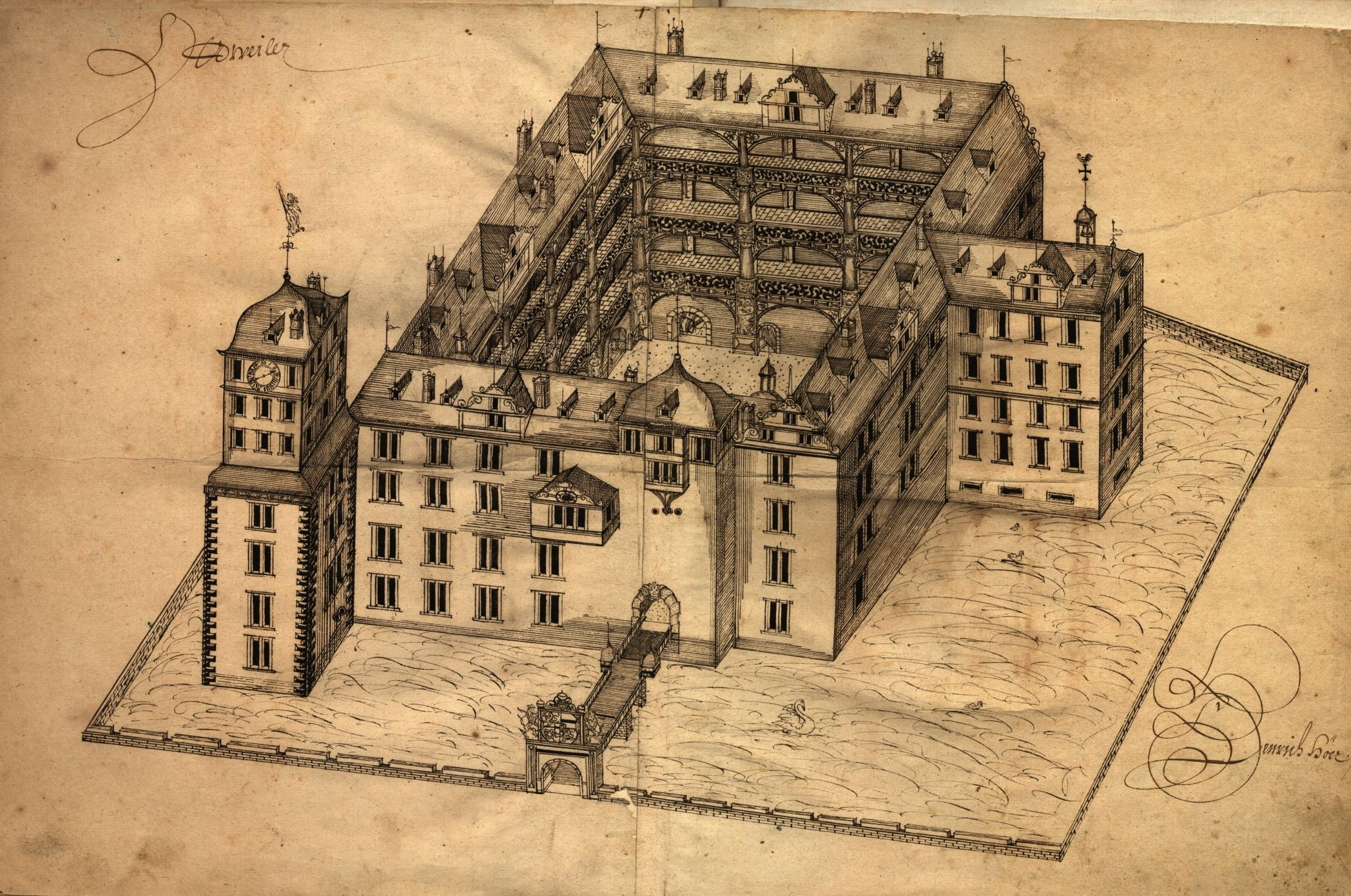
Slot Ottweiler

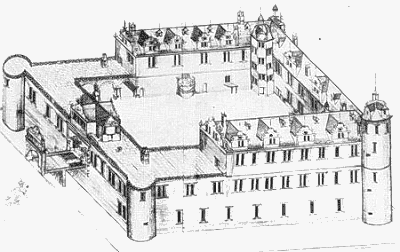
Slot Neunkirchen

### Johan Lodewijk (1659-1680)
Johan Lodewijk van Nassau-Ottweiler (Saarbrücken 24 mei 1625 - Reichelsheim 9 februari 1690) was de derde zoon van graaf Willem Lodewijk van Nassau-Saarbrücken en Anna Amalia van Baden-Durlach.
Johan Lodewijk volgde in 1640 zijn vader op samen met zijn broers Crato, Gustaaf Adolf, en Walraad. De broers stonden formeel onder regentschap van hun moeder. Na het overlijden van hun moeder in 1651 nam Johan Lodewijk het regentschap over Gustaaf Adolf en Walraad op zich. De broers en hun ooms gingen in 1651 over tot een verdeling van hun bezittingen.
Johan Lodewijk en zijn broers gingen in 1659 over tot een verdeling van hun bezittingen, waarbij hij Ottweiler met Jugenheim en Wöllstein verkreeg. Johan Lodewijk werd de stamvader van het Huis Nassau-Ottweiler. Al ten tijde van zijn voogdij en ook later streefde hij naar de teruggave van de heerlijkheid Homburg en het graafschap Saarwerden van Lotharingen. Hoewel Johan Lodewijk in 1669 en 1670 de heerlijke rechten over Homburg werden verleend, bleef de vesting Homburg bezet tot de vereffening van oorlogsschulden van het rijk aan Lotharingen.
Tijdens de Hollandse Oorlog vonden er ook verwoestingen plaats in de gebieden van Johan Lodewijk. Bij de Reüniepolitiek van Lodewijk XIV van Frankrijk waren ook de Nassause bezittingen betrokken. Johan Lodewijk weigerde de Franse koning voor Ottweiler en Homburg te huldigen. In plaats daarvan droeg hij de regering in 1680 aan zijn zoon Frederik Lodewijk over.
In dienst van de Boven-Rijnse Kreits in het kader van de opbouw van een nieuw rijksleger, werd Johan Lodewijk in 1681 Generalwachtmeister. In 1682 werd hij generaal-majoor en kolonel en eigenaar van een infanterieregiment. Hij was nog steeds in dienst tijdens de Negenjarige Oorlog.
Uit zijn huwelijk met Dorothea Catharina van Palts-Birkenfeld-Bischweiler werden acht kinderen geboren, waaronder zijn zoon en opvolger Frederik Lodewijk.

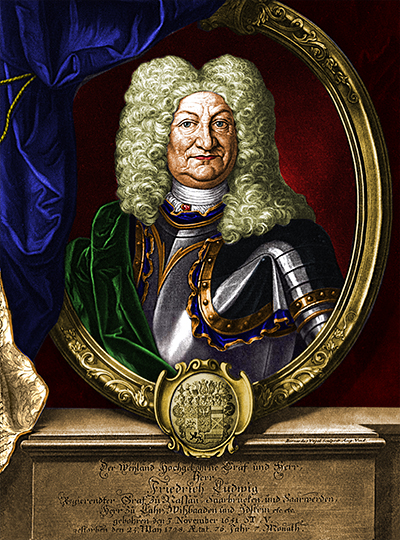
Frederik Lodewijk van Nassau-Ottweiler

### Frederik Lodewijk (1680-1728)
Frederik Lodewijk van Nassau-Ottweiler (Ottweiler 3 november 1651 o.s. - Saarbrücken 25 mei 1728) was de tweede, maar oudst overlevende, zoon van graaf Johan Lodewijk en Dorothea Catharina van Palts-Birkenfeld-Bischweiler.
Tijdens de Reünieoorlog volgde Frederik Lodewijk in 1680, na diens abdicatie, zijn vader op. Frederik Lodewijk werd door de Reüniepolitiek gedwongen, koning Lodewijk XIV van Frankrijk voor Ottweiler en Homburg te huldigen. Reeds door eerdere oorlogen was het graafschap Nassau-Ottweiler in hoge schulden geraakt en de bijdragen aan de Fransen verscherpten de situatie.
Na de Vrede van Rijswijk in 1697 werd de soevereiniteit van Nassau-Ottweiler hersteld. Frederik Lodewijk keerde zich tegen de inbreuken van Lotharingen op het graafschap Saarwerden. Hij drong aan op de teruggave van de plaatsen Saarwerden en Bockenheim. Door de Spaanse Successieoorlog kwam het daarbij tot geen beslissingen. Om het verlies van Bockenheim te vergoeden, stichtte Frederik Lodewijk Neu-Saarwerden en verleende hij privileges aan de bewoners. Frederik Lodewijk verkreeg in 1703 ten gevolge van zijn eerste huwelijk het leen Rixingen.
Frederik Lodewijk erfde in 1721 samen met zijn neef en schoonzoon Karel Lodewijk van Nassau-Saarbrücken, het vorstendom Nassau-Idstein van hun achterneef George August Samuel van Nassau-Idstein, dat ze gezamenlijk bestuurden. Frederik Lodewijk erfde in 1723 het graafschap Nassau-Saarbrücken van zijn neef en schoonzoon Karel Lodewijk van Nassau-Saarbrücken, dat met Nassau-Ottweiler werd verenigd tot een vergroot graafschap Nassau-Saarbrücken. Frederik Lodewijk loste in 1726 aan Baden-Durlach de verpande heerlijkheid Lahr in.
Om de economie te bevorderen, richtte Frederik Lodewijk in 1723 een glasblazerij op in het Friedrichsthal en in 1724 een andere in het Fischbachtal. Uit de glasblazerij in het Friedrichsthal kwam later de gelijknamige stad voort, op de plaats van de kort bestaande glasblazerij in het Fischbachtal ontstond later Rußhütte. In 1726 stichtte Frederik Lodewijk het dorp Friedrichweiler in de Warndt en in 1727 liet hij Sulzbach opnieuw bevolken.
Uit zijn huwelijk met Christiane von Ahlefeldt werden acht dochters geboren.
Uit zijn huwelijk met Louise Sophia van Hanau-Lichtenberg-Bischofsheim werd één doodgeboren zoon geboren.
Omdat Frederik Lodewijk geen zoons had, werd hij bij zijn overlijden in 1728 opgevolgd door zijn achterneven Karel en Willem Hendrik II van Nassau-Usingen.

## Overige leden uit het huis

### Walraad
Walraad van Nassau-Ottweiler (Slot Saarbrücken 7 november 1656 - Ottweiler 15 januari 1705) was de derde zoon van graaf Johan Lodewijk en Dorothea Catharina van Palts-Birkenfeld-Bischweiler.
Walraad werd in 1671 commandant in het keizerlijke Regiment Marquis de Grana. Hij nam deel aan de oorlog tegen Frankrijk.
Walraad trad in Staatse dienst en werd op 3 november 1676 kapitein van de lijfwacht van stadhouder Willem III. Hij werd in 1681 bevorderd tot kolonel.
In 1685 was Walraad kolonel van het kreitsregiment. Hij trok naar Hongarije voor de strijd tegen de Turken.
Walraad kreeg op 26 mei 1690 een Engelse commissie als generaal-majoor en op 24 oktober 1694 als luitenant-generaal der infanterie. In 1699 werd hij ook luitenant-generaal der Staatse infanterie. In 1701 werd hij kolonel van het regiment gardes te voet.
In 1695 werd Walraad benoemd tot gouverneur van Nijmegen.
Walraad was ongehuwd en had geen kinderen.

### Karel Siegfried
Karel Siegfried van Nassau-Ottweiler (Ottweiler 3 september 1659 - Butzbach 3 februari 1679) was de vierde zoon van graaf Johan Lodewijk en Dorothea Catharina van Palts-Birkenfeld-Bischweiler. Karel Siegfried hield in 1671-1675 een cavalierstour, met onder andere een studie in Parijs.
Na de kennisneming van het terugroepingsbevel van keizer Leopold I trad Karel Siegfried toe tot het keizerlijke leger en nam deel aan de Hollandse Oorlog. Later trad hij toe tot het Duitse Infanterie-Regiment Elsass in dienst van zijn oom Christiaan II van Palts-Birkenfeld-Bischweiler. Tot slot deed hij in dienst onder markies Otto van Grana als eskadronleider. In 1677 nam hij deel aan de Slag bij Kochersberg.
Karel Siegfried leed aan een longziekte. Tijdens een oponthoud in Butzbach, dat mogelijk een herstellingsoord kon zijn, overleed hij. Hij werd op 20 november 1679 begraven in de Marcuskerk te Butzbach.
Karel Siegfried was ongehuwd en had geen kinderen.

### Lodewijk
Lodewijk van Nassau-Ottweiler (Ottweiler 16 februari 1661 - Den Haag 19/29 december 1699) was de vijfde zoon van graaf Johan Lodewijk en Dorothea Catharina van Palts-Birkenfeld-Bischweiler.
Lodewijk was eerst hopman bij de Staatse infanterie. Hij diende na 1683 op de vloot en nam in 1692 deel aan de Zeeslag bij La Hougue. Hij werd in 1695 kolonel, en ten slotte schout-bij-nacht.
Uit zijn huwelijk met Amelie Louise van Hornes werden geen kinderen geboren.